# Blake Lively
Blake Ellender Lively (nascida Blake Ellender Brown; Los Angeles, 25 de agosto de 1987) é uma atriz norte-americana. É mais conhecida por ter interpretado Serena van der Woodsen na série de televisão Gossip Girl (2007–2012).

## Biografia
Blake Lively nasceu em Tarzana, na cidade de Los Angeles, filha dos atores Ernie Lively e Elaine Lively. Ela foi criada como batista. Lively é a mais nova de cinco irmãos, que inclui Eric Lively, duas meias-irmãs, Lori Lively e Robyn Lively, e um meio-irmão Jason Lively. Seus pais e todos os seus irmãos estão ou estiveram envolvidos na indústria do entretenimento.
Durante a infância ela era levada para as aulas de interpretação de seus pais porque eles não queriam deixá-la com uma babá. Blake disse que assistir as aulas dos pais ajudou a aprender os "treinos" de atuar e ganhar confiança para sua carreira. Quando criança, Blake combinou com sua mãe de leva-la duas vezes por semana na Disneylândia. Ela falou que devido a todo o tempo que passou lá, ela sente que "cresceu na Disneylândia". A sua irmã, Robyn, é casada com Bart Johnson que participou dos três filmes de High School Musical como Jack Bolton, pai e treinador de um dos protagonistas Troy (interpretado por Zac Efron).
Foi eleita a mulher mais desejada de 2011 pelo site Ask Men, que anualmente elenca as 99 mulheres mais cobiçadas pelos internautas. Também em 2011 Blake foi destaque no relatório anual da revista TIME das 100 pessoas mais influentes.

## Carreira
Lively começou sua carreira aos 11 anos, quando ela apareceu no filme Sandman de 1998 que foi dirigido por seu pai. Seus irmãos, Eric Lively e Jason Lively a incentivaram a tentar a carreira de atriz. Seu irmão, Eric, fez o seu agente marcar alguns testes. Blake foi em algumas audições durante alguns meses conseguindo o papel de Bridget, uma das protagonistas do filme The Sisterhood of the Traveling Pants em 2005. O seu currículo tinha apenas um papel quando Blake fez testes para participar do filme.

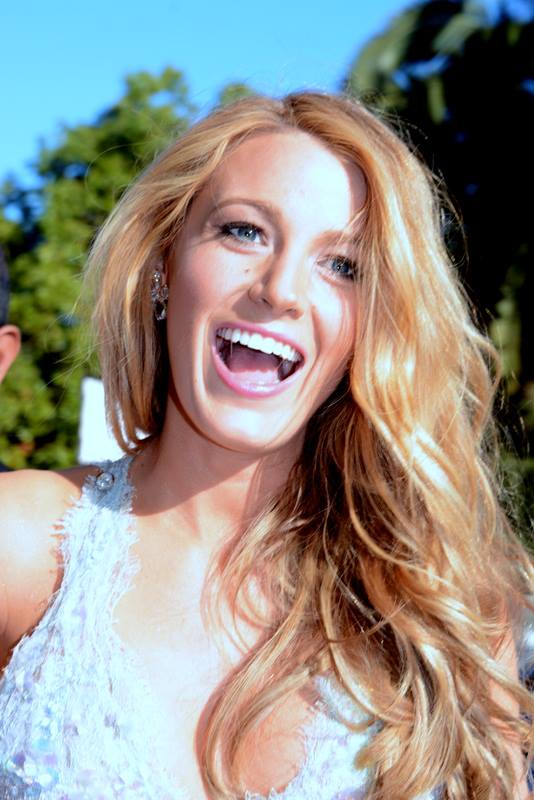
Festival de Cannes de 2014

Como seu pai é ator e diretor e a sua mãe professora de interpretação, ela conseguiu o papel de Bridget Vreeland no filme "The Sisterhood of the Traveling Pants" (lançado em 2005) e depois retornou para a continuação "The Sisterhood of the Traveling Pants 2" (lançado em 2008). Com esse filme Blake foi indicada ao prêmio Teen Choice Awards por Escolha de Performance Estreante no Cinema - Feminino.
Em 2006 ela co-estrelou com o ator Justin Long em Accepted, ganhando o prêmio do Hollywood Life pelo filme. Também no mesmo ano teve um  papel em um filme de terror Simon Says. Em 2007 Blake entrou no elenco da série adolescente Gossip Girl como Serena van der Woodsen e Elvis and Anabelle como a personagem principal Anabelle.
Em 2008, Lively gravou a sequência de The Sisterhood of the Traveling Pants com as atrizes Alexis Bledel, America Ferrera e Amber Tamblyn. Em 2009 Lively interpretou Gabrielle DiMarco, um papel menor na comédia romântica New York, I Love You. Também teve um papel coadjuvante em  The Private Lives of Pippa Lee em 2009.
Em 2010 Lively participou do filme The Town, com o ator Ben Affleck. Em janeiro do mesmo ano foi anunciado que Blake estaria no filme Green Lantern que foi lançado em 2011. Também participou do clipe da musica "I Just Had Sex" junto com a atriz Jessica Alba.
Blake é conhecida por sua beleza e bom enquadro para filmes e seriados jovens. Junto com o colega de Gossip Girl, Chace Crawford, entrou na lista dos mais bonitos da revista People.
Em outubro de 2013 foi escolhida como novo rosto da marca L'Oréal Paris

## Vida pessoal
Lively namorou o ator Kelly Blatz em 2004 até 2007, os dois eram amigos desde a infância.

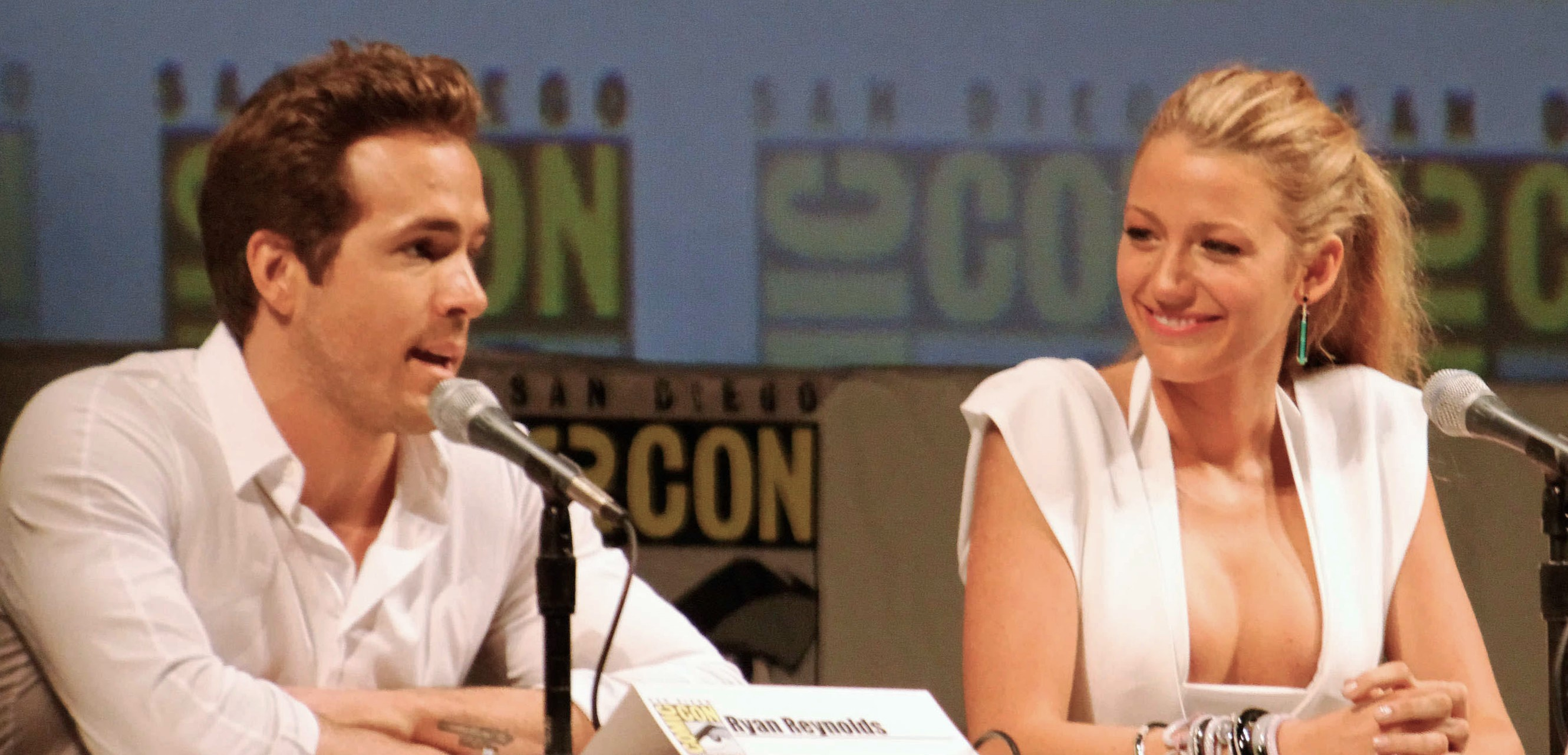
Lively com o futuro marido, Ryan Reynolds, promovendo Green Lantern na Comic-Con 2010.

No final de 2007 circularam rumores de que ela estava namorando o ator Penn Badgley, com quem contracena na série Gossip Girl. Blake e Penn se conheceram quando tinham 11 anos em Los Angeles, mas só foram namorar quando começaram a gravar a série. Depois de três anos juntos eles terminaram o namoro oficialmente em outubro de 2010. Um representante do casal confirmou que Blake Lively e Penn Badgley estariam separados desde setembro de 2010, mas que eles estão sendo profissionais e continuam amigos.
No começo de 2011, a produção de Gossip Girl saiu de Nova York para Los Angeles para Blake gravar o filme Selvagens de Oliver Stone. De acordo com os produtores, na época, ela namorava o ator Leonardo DiCaprio e ficava tirando fotos de uma boneca nos sets de filmagens em diferentes poses e mandava para ele.
No final de 2011 começou a namorar o ator Ryan Reynolds, após contracenarem juntos no filme Green Lantern. Em setembro de 2012, com um ano de namoro, os dois se casaram em uma cerimônia secreta em Boone Hall Plantation, localizada na cidade de Mount Pleasant na Carolina do Sul.
Em 06 de outubro de 2014, Blake anunciou que está esperando o primeiro filho do casal. Em dezembro de 2014, Blake deu à luz uma menina chamada James Reynolds Lively. A menina com até então apenas 2 anos de idade gravou uma breve participação especial e deu voz na abertura da música "Gorgeous" da cantora Taylor Swift, que foi lançada em 2017, quando James estava quase completando três anos.
No dia 30 de setembro de 2016, Blake deu à luz a sua segunda filha com Reynolds, chamada Inez Reynolds Lively, na Cidade de Nova Iorque nos Estados Unidos.
Em 02 de maio de 2019, Blake anunciou oficialmente a sua terceira gravidez durante a festa de lançamento do filme Pokémon: Detetive Pikachu, do qual Ryan é protagonista. Ela deu à luz no início do mês de outubro de 2019, e a bebê foi supostamente nomeada de Betty Reynolds Lively. Segundo boatos, a música "Betty", da cantora Taylor Swift (amiga próxima do casal), gravada e lançada como parte do seu oitavo álbum de estúdio Folklore (2020), seria uma referência para James, Inez e Betty.
Em 2024, acusou Justin Baldoni realizador e ator do filme “It Ends With Us”, de “assédio sexual reiterado e outros comportamentos perturbadores” no ‘set’ do filme que ambos protagonizam, bem como de tentar destruir a sua reputação. Baldoni refuta as acusações e retaliou, movendo um processo contra o casal Lively e Ryan Reynolds, pedindo uma indemnização de 383 milhões de euros.

## Filmografia

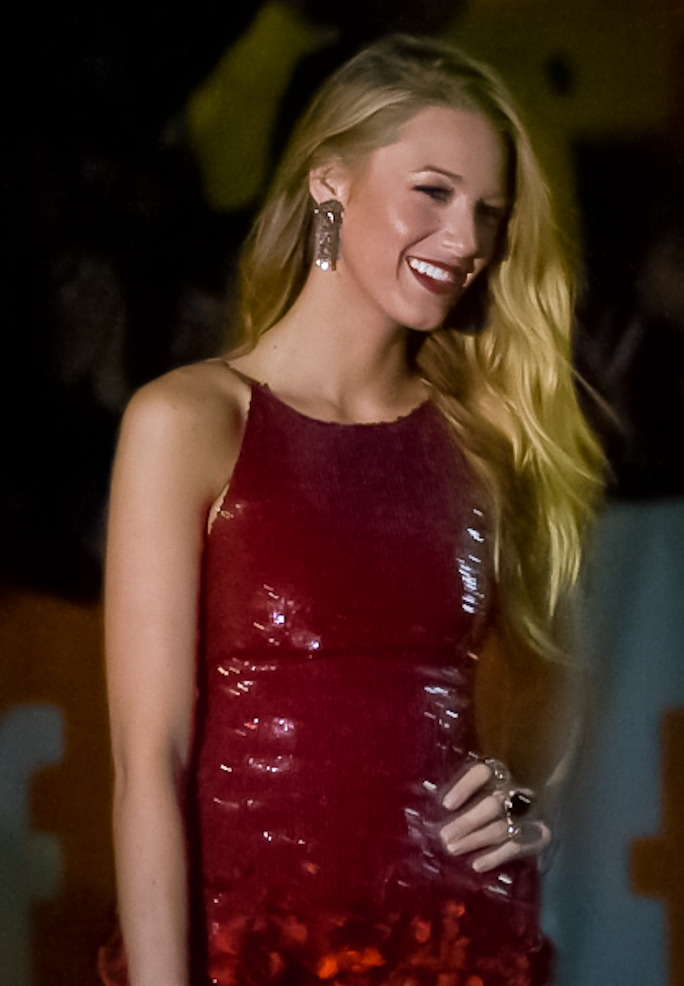
Lively em 2010

### Cinema
| Ano  | Título                                  | Papel                                | Notas                                    |
| ---- | --------------------------------------- | ------------------------------------ | ---------------------------------------- |
| 1998 | Sandman                                 | Trixie (Fada do dente)               |                                          |
| 2005 | The Sisterhood of the Traveling Pants   | Bridget Vreeland                     |                                          |
| 2006 | Accepted                                | Monica Moreland                      |                                          |
| 2006 | Simon Says                              | Jenny                                |                                          |
| 2007 | Elvis and Anabelle                      | Anabelle Leigh                       |                                          |
| 2008 | The Sisterhood of the Traveling Pants 2 | Bridget Vreeland                     |                                          |
| 2009 | New York, I Love You                    | Gabrielle DiMarco                    |                                          |
| 2009 | The Private Lives of Pippa Lee          | Pippa (jovem)                        |                                          |
| 2010 | The Town                                | Krista "Kris" Coughlin               |                                          |
| 2011 | Green Lantern                           | Carol Ferris                         |                                          |
| 2011 | Hick                                    | Glenda                               |                                          |
| 2012 | Savages                                 | Ophelia                              |                                          |
| 2015 | The Age of Adaline                      | Adaline Bowman                       |                                          |
| 2016 | The Shallows                            | Nancy Adams                          |                                          |
| 2016 | Café Society                            | Veronica Hayes                       |                                          |
| 2017 | All I See Is You                        | Gina                                 |                                          |
| 2018 | A Simple Favor                          | Emily Nelson / Hope e Faith McLanden |                                          |
| 2020 | The Rhythm Section                      | Stephanie Patrick                    |                                          |
| 2024 | IF                                      | Octopuss (voz)                       |                                          |
| 2024 | It Ends with Us                         | Lily Bloom                           | Pós-produção; também produtora executiva |
| 2025 | Sequência de A Simple Favor             | Emily Nelson                         | Filmando                                 |

### Televisão
| Ano       | Título                                               | Papel                  | Notas                              |
| --------- | ---------------------------------------------------- | ---------------------- | ---------------------------------- |
| 2007–2012 | Gossip Girl                                          | Serena van der Woodsen | Elenco principal                   |
| 2009      | Saturday Night Live                                  | Apresentadora          | Episódio: "Blake Lively / Rihanna" |
| 2018      | When You Wish Upon a Pickle: A Sesame Street Special | Entregadora            | Especial de televisão              |

### Video clipes
| Ano  | Título                     | Papel                 | Artista                                | Notas                                                  |
| ---- | -------------------------- | --------------------- | -------------------------------------- | ------------------------------------------------------ |
| 2010 | "I Just Had Sex"           | Namorada insatisfeita | The Lonely Island featuring Akon       |                                                        |
| 2014 | "Part II (On the Run)"     | Ela mesma             | Jay-Z featuring Beyoncé                |                                                        |
| 2021 | "I Bet You Think About Me" | —                     | Taylor Swift featuring Chris Stapleton | Co-escritora, produtora e diretora; estreia na direção |

## Prêmios e indicações
| Ano  | Premiação                                     | Categoria | Título                                | Resultado |
| ---- | --------------------------------------------- | --- | ------------------------------------- | --------- |
| 2005 | Teen Choice Awards                            | Performance Estreante no Cinema - Feminino                                                                            | The Sisterhood of the Traveling Pants | Indicado  |
| 2008 | Teen Choice Awards                            | Estrela Feminina Estreante de TV                                                                                      | Gossip Girl                           | Venceu    |
| 2008 | Teen Choice Awards                            | Atriz de TV: drama | Gossip Girl                           | Venceu    |
| 2008 | Achievement Awards                            | Performance Estreante                                                                                                 | Elvis and Anabelle                    | Venceu    |
| 2008 | Teen Choice Awards                            | Hottie Female | Elvis and Anabelle                    | Indicado  |
| 2009 | Teen Choice Awards                            | Atriz de TV: drama | Gossip Girl                           | Indicado  |
| 2009 | Prism Awards                                  | Performance em Episódio de Drama                                                                                      | Gossip Girl                           | Indicado  |
| 2009 | Astra Awards                                  | Personalidade Internacional Favorita ou Ator                                                                          | Gossip Girl                           | Indicado  |
| 2010 | People's Choice Awards                        | Atriz Favorita de TV                                                                                                  | Gossip Girl                           | Indicado  |
| 2010 | Teen Choice Awards                            | Atriz de TV: drama | Gossip Girl                           | Indicado  |
| 2010 | Broadcast Film Critics Association Awards     | Melhor Atriz em Conjunto                                                                                              | The Town                              | Indicado  |
| 2010 | National Board of Review                      | Melhor Elenco em Conjunto (com Ben Affleck, Chris Cooper, Rebecca Hall, Jon Hamm, Pete Postlethwaite e Jeremy Renner) | The Town                              | Venceu    |
| 2010 | San Diego Film Critics Society                | Melhor Atriz Coadjuvante                                                                                              | The Town                              | Indicado  |
| 2010 | Washington D.C. Area Film Critics Association | Melhor Conjunto | The Town                              | Venceu    |
| 2010 | Washington D.C. Area Film Critics Association | Melhor Elenco | The Town                              | Venceu    |
| 2011 | People's Choice Awards                        | Atriz de TV: drama | Gossip Girl                           | Indicado  |
| 2011 | Teen Choice Awards                            | Melhor Atriz de Fantasia ou Ficção Científica                                                                         | Green Lantern                         | Indicado  |
| 2011 | Teen Choice Awards                            | Atriz de TV: drama | Gossip Girl                           | Venceu    |
| 2012 | People's Choice Awards                        | Atriz de TV: drama | Gossip Girl                           | Indicado  |
| 2017 | People's Choice Awards                        | Melhor Atriz em Filme de Drama                                                                                        | The Shallows                          | Venceu    |